# Вигодська селищна рада
Ви́годська се́лищна ра́да — адміністративно-територіальна одиниця та орган місцевого самоврядування в Долинському районі Івано-Франківської області. Адміністративний центр — селище міського типу Вигода.

## Загальні відомості
Вигодська селищна рада утворена в 1944 році.
- Територія ради: 24,79 км²
- Населення ради: 3110 осіб (станом на 2001 рік)
- Територією ради протікають річки Свіча, Мізунка.

## Населені пункти
Селищній раді підпорядковані населені пункти:
- смт Вигода
- с. Пациків

## Склад ради
Рада складається з 20 депутатів та голови.
- Голова ради: Мацелюх Михайло Васильович
- Секретар ради: Рабченюк Марта Степанівна

### Керівний склад попередніх скликань
| Прізвище, ім'я, по батькові | Основні відомості                                                                                 | Дата обрання | Дата звільнення |
| --------------------------- | ------------------------------------------------------------------------------------------------- | ------------ | --------------- |
| Мацелюх Михайло Васильович  | Селищний голова, 1961 року народження, освіта вища, член Всеукраїнського об'єднання «Батьківщина» | 26.03.2006   | 31.10.2010      |
| Мацелюх Михайло Васильович  | Селищний голова, 1961 року народження, освіта вища, член Всеукраїнського об'єднання «Батьківщина» | 31.10.2010   |                 |

Примітка: таблиця складена за даними сайту Верховної Ради України

### Депутати
За результатами місцевих виборів 2010 року депутатами ради стали:

#### За суб'єктами висування
| Суб'єкт висування | Кількість обраних депутатів | %  |
| ----------------- | --------------------------- | -- |
| Самовисування     | 17                          | 85 |
| Народна партія    | 3                           | 15 |

#### За округами
| № округу       | Прізвище, ім'я, по батькові  | Дата визнання обраним | Освіта  | Партійна приналежність                | Відомості про обраного депутата                              |
| -------------- | ---------------------------- | --------------------- | ------- | ------------------------------------- | ------------------------------------------------------------ |
| Народна Партія |                              |                       |         |                                       |                                                              |
| 5              | Мороз Олена Степанівна       | 05.11.2010            | вища    | член Народної партії                  | Вигодський МКРЦ, заступник директора                         |
| 10             | Гаврилюк Любов Володимирівна | 05.11.2010            | вища    | член Народної партії                  | Вигодський МКРЦ, заступник директора                         |
| 15             | Король Любов Іванівна        | 05.11.2010            | вища    | член Народної партії                  | пенсіонер                                                    |
| Самовисування  |                              |                       |         |                                       |                                                              |
| 1              | Данчук Оксана Ярославівна    | 05.11.2010            | вища    | позапартійна                          | ДП «Вигодський ЛГ», бухгалтер                                |
| 2              | Іваськів Іван Васильович     | 05.11.2010            | вища    | позапартійний                         | Вигодський МКРЦ, вчитель                                     |
| 3              | Максимчук Володимир Яремович | 05.11.2010            | вища    | позапартійний                         | Долинська РДА, інженер-геодезист                             |
| 4              | Костів Володимир Олексійович | 05.11.2010            | вища    | позапартійний                         | Вигодський МКРЦ, вчитель                                     |
| 6              | Безділь Василь Ігорович      | 05.11.2010            | вища    | позапартійний                         | дошкільний навчальний заклад «Дзвіночок», оператор котельні  |
| 7              | Кос Ярослав Дмитрович        | 05.11.2010            | вища    | член Політичної партії «Наша Україна» | ТЗОВ «Уніплит», начальник лісопильно- деревообр. виробництва |
| 8              | Рабченюк Марта Степанівна    | 05.11.2010            | вища    | позапартійна                          | Вигодська селищна рада, секретар                             |
| 9              | Вертепна Іванна Іванівна     | 05.11.2010            | вища    | позапартійна                          | Вигодський ККП, майстер                                      |
| 11             | Юрків Володимир Іванович     | 05.11.2010            | вища    | позапартійний                         | ВАТ «Живиця», столяр                                         |
| 12             | Дубська Наталія Ярославівна  | 05.11.2010            | вища    | позапартійна                          | Долинська загальноосвітня школа, вчитель                     |
| 13             | Павлишин Тарас Богданович    | 05.11.2010            | середня | позапартійний                         | пенсіонер по інвалідності                                    |
| 14             | Гедз Олександр Миколайович   | 05.11.2010            | середня | позапартійний                         | приватний підприємець                                        |
| 16             | Семенишин Іван Романович     | 05.11.2010            | середня | позапартійний                         | Вигодська міська лікарня, лікар-ренгенолог                   |
| 17             | Гривул Роман Васильович      | 05.11.2010            | вища    | позапартійний                         | НГДУ «Долинанафтогаз», начальник інженерно-технічної служби  |
| 18             | Васильків Василь Васильович  | 05.11.2010            | вища    | позапартійний                         | пенсіонер                                                    |
| 19             | Панас Ігор Федорович         | 05.11.2010            | середня | позапартійний                         | ТЗОВ «Уніплит», слюсар                                       |
| 20             | Шкірляк Іван Богданович      | 14.11.2010            | вища    | позапартійний                         | приватний підприємець                                        |